# روث ويندر
روث ويندر (بالإنجليزية: Ruth Winder) (و. 1993  م) هي دراجة أمريكية، ولدت في يوركشاير، شاركت في ركوب الدراجات في الألعاب الأولمبية الصيفية 2016.

## سجل الفوز

### سباقات أو مراحل فاز بها
| التاريخ        | السباق                                                                       | المركز                                                                                            |
| -------------- | ---------------------------------------------------------------------------- | ------------------------------------------------------------------------------------------------- |
| 22 مايو 2016   | طواف أمجين كاليفورنيا 2016                                                   | الثاني في تصنيف أفضل شاب                                                                          |
| 01 يناير 2017  | 2017 North Star Grand Prix Women                                             |                                                                                                   |
| 28 يناير 2017  | Cadel Evans Great Ocean Road Race Women 2017                                 | الثاني في التصنيف العام                                                                           |
| 02 أبريل 2017  | 2017 Joe Martin Stage Race Women                                             | الفائز في التصنيف العام                                                                           |
| 07 مايو 2017   | Redlands Bicycle Classic (women) 2017                                        | الفائز في التصنيف العام                                                                           |
| 14 مايو 2017   | طواف أمجين كاليفورنيا للسيدات 2017                                           | الثاني في تصنيف أفضل شاب، الخامس في التصنيف العام، السابع في تصنيف الجبال، الثامن في تصنيف النقاط |
| 29 مايو 2017   | Winston-Salem Cycling Classic Women 2017                                     | المرتبة 15 في التصنيف العام                                                                       |
| 25 يونيو 2017  | سباق الطريق للسيدات في بطولة الولايات المتحدة 2017                           |                                                                                                   |
| 09 يوليو 2017  | Tour de Feminin - O cenu Českého Švýcarska 2017                              | الفائز في التصنيف العام                                                                           |
| 18 يوليو 2017  | سباق تورينجيا للسيدات 2017                                                   | العاشر في التصنيف العام                                                                           |
| 08 سبتمبر 2017 | 2017 Lotto Belisol Belgium Tour                                              | الثاني في التصنيف العام                                                                           |
| 18 سبتمبر 2018 | 2018 تور دي آرديش للسيدات                                                    | الأول في تصنيف النقاط، الرابع في التصنيف العام                                                    |
| 30 يونيو 2019  | سباق الطريق للسيدات في بطولة الولايات المتحدة 2019                           | الفائز في التصنيف العام                                                                           |
| 19 يناير 2020  | طواف سانتوس للسيدات 2020                                                     | الفائز في التصنيف العام                                                                           |
| 14 أبريل 2021  | فليش برابانكون فيمينين 2021                                                  | الفائز في التصنيف العام                                                                           |
| 03 مارس 2024   | 2024 Trofeo Oro in Euro                                                      |                                                                                                   |
| 19 مايو 2024   | 2024 United States of America National Road Cycling Championships - Women RR |                                                                                                   |
| 30 يونيو 2024  | سباق تورينجيا للسيدات 2024                                                   | الفائز في التصنيف العام                                                                           |

## روابط خارجية
- روث ويندر على موقع الاتحاد الدولي للدراجات (الإنجليزية)
- روث ويندر على موقع أرشيف الدراجات (الإنجليزية)
- روث ويندر على موقع إحصائيات الدراجات الإحترافية (الإنجليزية)
- روث ويندر على موقع نسبة الدراجات (الإنجليزية)
- روث ويندر على موقع CycleBase (الإنجليزية)
- روث ويندر على موقع أوليمبيديا (الإنجليزية)